# Jules Verreaux
Pour les articles homonymes, voir Verreaux.
Jules Pierre Verreaux, né le 24 août 1807 à Paris et mort le 7 septembre 1873 dans le 3e arrondissement de Paris, est un botaniste et un ornithologue français.

## Biographie
Il est le frère d'Édouard Verreaux et le neveu de Pierre Antoine Delalande, préparateur au Muséum national d'histoire naturelle de Paris.
Son intérêt pour l'histoire naturelle est favorisé par l'environnement familial : son père, taxidermiste, tenant un commerce d'objets d'histoire naturelle.
En 1818, son oncle, Delalande, l'emmène avec lui dans une expédition en Afrique du Sud d'où il rapportera, après trois ans d'effort, plus de 13 000 spécimens (dont un millier d'espèces d'Insectes). À son retour à Paris, il suit les cours de Georges Cuvier et d'Isidore Geoffroy Saint-Hilaire.
Séduit par la beauté de cette région, Verreaux retourne au Cap en 1825 où il reste treize ans. Il fournit en spécimens le commerce de son père et participe à la fondation du Muséum d'histoire naturelle du Cap du zoologiste Sir Andrew Smith).
Avec son frère, Édouard, il fait également des voyages en Asie du Sud-Est, (Chine, Cochinchine, Philippines)
Verreaux espère que les immenses collections qu'il rapporte à Paris en 1838 lui assureront la place qu'il mérite. Le bateau qui le ramène en France, le Lucullus, fait naufrage au large de La Rochelle : Verreaux en est le seul survivant et tout est perdu. Après avoir travaillé quelque temps dans la boutique de son père (la célèbre Maison Verreaux, place des Vosges, fondée en 1803 et qui ne ferma qu'en 1899 après avoir été un important fournisseur des musées d'Histoire naturelle européens et américains), il obtient une place, en 1842, au Muséum de Paris comme naturaliste voyageur.
Il entame alors un voyage de cinq années en Australie et en Tasmanie et revient en France avec une collection de 15 000 spécimens.
En 1864, il obtient une place d'assistant naturaliste au Muséum où il s'occupe de taxidermie (notamment de mises en scène, très à la vogue alors, où les animaux sont présentés dans une posture naturelle). Il a créé le diorama '’Lion Attaquant un Dromadaire’’ (aussi appelé jusqu’à récemment '’Arab Courier Attacked by Lions’’) pour l'Exposition universelle de 1867 à Paris. Vendu en 1869 au Muséum américain d'histoire naturelle de New York, il a ensuite été exposé à l’Exposition universelle de 1876 (Philadelphie), puis a été remisé jusqu'à ce qu'Andrew Carnegie l'achète en 1898 pour l'exposer au Carnegie Museum of Natural History (Pittsburgh). 
Il est décoré de la Légion d'honneur en 1864.
Ce sont les frères Verreaux, ou l'un d'eux, qui ont exhumé la dépouille du Nègre de Banyoles (en).
Jules Verreaux est considéré comme l'un des plus grands ornithologues de son temps. Diverses espèces animales lui ont été dédiées dont :
- Le coua de Verreaux, Coua verreauxi, par Alfred Grandidier (1836-1921) en 1867.
- La colombe de Verreaux, Leptotila verreauxi, par Charles-Lucien Bonaparte (1803-1857) en 1855.
- Le paradoxornis de Verreaux, Paradoxornis verreauxi par Richard Bowdler Sharpe (1847-1909) en 1883.
- L'aigle de Verreaux, Aquila verreauxii par René Primevère Lesson (1794-1849) en 1831.
- Le propithèque de Verreaux, Propithecus verreauxi par Alfred Grandidier (1836-1921) en 1867.
- Litoria verreauxii par Auguste Duméril (1812-1870) en 1853.